# Chromatomyia
Chromatomyia é um género de dípteros pertencente à família Agromyzidae.
O género tem uma distribuição cosmopolita.

## Espécies
Espécies (lista incompleta):
- Chromatomyia actinidiae Sasakawa, 1998
- Chromatomyia aizoon Hering, 1932
- Chromatomyia alopecuri Griffiths, 1980